# Steklovata
Steklovata (en rus: Стекловата, 'fibra de vidre') és una boy band –o banda juvenil– russa, creada el 1999. Els seus components principals eren Denís Belikin i Artur Ieremèiev. El seu productor és el compositor Serguei Kuznetsov.
Si bé van gravar 3 discos d'estudi, la banda no va aconseguir l'èxit, principalment a causa de la manca de patrocinadors. El 2002 van aconseguir el major nombre de reproduccions a les ràdios d'Estònia.
Més tard, van cobrar certa fama quan els seus vídeos van ser difosos pel YouTube en clau d'humor a causa de la seva precària producció. El vídeo més conegut d'aquesta banda és el tema Novi God (Новый Год, 'Any Nou'). Van aconseguir la fama a Catalunya gràcies al programa d'humor APM? de TV3, en què usaven el vídeo de l'actuació en to d'ironia i acabaria sent un clàssic del programa.

## Discografia
La banda ha llançat tres àlbums:
- 2001 Ldínkoi po steklú (Льдинкой по стеклу, 'Caramells a la finestra')
- 2002 Ostorojno - khrúpkoie (Осторожно - хрупкое, 'Atenció - Fràgil')
- 2005 Spetsxkola (Спецшкола, 'Escola especial')